# Ayrson Heráclito
Ayrson Heráclito Novato Ferreira (* 21. Juni 1968 in Macaúbas) ist ein brasilianischer Künstler, Wissenschaftler, Professor und Kurator.
Als Künstler interessiert ihn vor allem die Zeit der Sklaverei in Brasilien, die er vor allem mit Performances aufzuarbeiten versucht. Er gilt als einer der bedeutenden zeitgenössischen Künstler Brasiliens.

## Leben
Schon früh interessierte er sich für Literatur und las als junger Mann Sartre und Nietzsche. Er ist seit 1984 als Künstler tätig. Sein Studium der Kunstwissenschaften begann er 1986  an der Escola des Artes Plasticas (Hochschule für Plastische und Bildende Kunst) und besuchte Kunstvorlesungen an der Katholischen Universität von Salvador da Bahia.
1989 beendete er seine Studien und machte einen Abschluss zum Bildenden Künstler. 1990  wurde er außerdem zum Kunstlehrer durch den Staat Bahia ernannt. Bis 1995 lebte er außerhalb von Bahia, kehrte aber 1995 zurück. Er begann sich für Anthropologie und die Geschichte von Bahia zu interessieren. Er forschte über den Dichter Gregório de Matos und dessen Werk aus anthropologischer Sicht. Eines seiner Vorbilder als Künstler ist Joseph Beuys, als Ethnologe der Franzose Pierre Verger.
Sein Bruder ist ebenfalls als Künstler und Lyriker tätig. Heraclito ist als Professor für Visuelle Kunst an der Universidade de Reconacavo de Bahia in Cachoeira. 2016 hatte er seine Promotion in Kommunikationswissenschaften und Semiotik an der Katholischen Universität São Paulo. Seit 1997 ist er ein Anhänger des Candomblé. Er ist Anhänger des Fon-Candomble, einer Unterform des klassischen Candomble.
Lebt und arbeitet hauptsächlich in Salvador da Bahia.

## Werk
Mit seinem künstlerischen Werk versucht Heraclito als Hauptthema ein Bewusstsein über die Sklaverei in Brasilien zu schaffen und zu mit der Kunst zu heilen. Weitere Schwerpunkte sind die afrobrasilianische Kultur mit ihren Verbindungen nach Afrika und Amerika. Er kritisiert darin Sklaverei und Rassismus und legt mit seiner eigenen Forschung die Grundlage für seine Kunst. Auch der menschliche Körper spielt in seinem Werk eine wichtige Rolle.
Dabei ist er mit Installationen tätig, sowie als Performance-, Video- und Fotokünstler tätig, der auch mit Happenings arbeitete. Zu den bevorzugten, natürlichen Materialien gehören Zucker, Fleisch, Sperma, Blut und Fisch.
Sein bekanntestes künstlerisches Werk, das er als Performance und Video-Kunst gleichzeitig darstellte, war 2015 in São Paulo auf Einladung der weltberühmten Künstlerin  Marina Abramovic erfolgt; „A Transmutação da carne“ (Die Verwandlung des Fleisches), die symbolhaft die Inbesitznahme der Sklaven durch die Großgrundbesitzer anhand der Schmiedeeisen, die die Initialen in die Haut der Sklaven brannten, darstellt. Dabei wird dieser Akt fiktiv an Fleisch dargestellt und zeigt die doppelte Verwandlung von rohem Fleisch zu verbranntem und vom freien Menschen zum Sklaven. Während dieser Performance weinten diverse Darsteller, da sie sich realistisch in die Situation einfühlten. Seine erste Einzelausstellung hatte er 1989.
2015 erfolgen künstlerische Aufenthalte im Senegal und in Mali sowie ein erster Besuch im Museum der Weltkulturen in Frankfurt am Main. 2017 nahm er an der Internationalen Kunstbiennale in São Paulo teil. Seine Werke hängen in Museen, unter anderem in Frankfurt am Main, Rio de Janeiro, São Paulo und Salvador da Bahia. In Brasilien hat er hohe Kunstpreise erhalten. In Deutschland wurde er vor allem durch die bis August 2018 noch laufende Ausstellung „Entre Terra e Mar. Zwischen Erde und Meer“ als Doppelausstellung mit dem portugiesischen Künstler Rigo 23 im Museum der Weltkulturen in Frankfurt am Main bekannt.
Heraclio sieht sich selbst als Künstler und Priester und seine Kunst philosophisch, politisch und spirituell inspiriert.

## Einzelausstellungen (Auswahl)
- 1989 in Salvador da Bahia
- 2009 in Belo Horizonte

## Gemeinschaftsausstellungen (Auswahl)
- 1987 in Salvador da Bahia
- 1988 in Recife
- 2004 in São Paulo
- 2004 in Buenos Aires
- 2005 in Köln und Koblenz
- 2008 in Tavira
- 2010 in Luanda
- 2012 in Brüssel
- 2017 in Frankfurt am Main
- 2017 in Los Angeles